# Битка код Абрита
Битка код Абрита или битка код Форум Теребронија вођена је у лето 251. године између армије Римског царства предвођене Децијем Трајаном са једне и федерације готских племена на челу са краљем Книвом са друге стране. Завршена је великим поразом Рима и погибијом римског цара.

## Битка
Трајан је намеравао да уништи Книвине снаге које су годину дана раније опустошиле велики број градова у Мезији, а потом се повукле преко Дунава. О детаљима битке постоје оскудни подаци. Ипак, већина историчара мисли да је римска војска била бројчано јача. Книва је своје трупе поделио у мање, мобилне одреде вешто се користећи мочварама како би Римљане намамио у заседу. Највећи део римске војске је побијен. У бици је погинуо и Децијев син и савладар Хереније Етрурац, али и сам Деције. Остатак војске је за цара прогласио Требонијана Гала који је са Книвом склопио понижавајући споразум којим му је дозволио да се са пленом повуче преко Дунава. Пристао је и на плаћање Данка Готима.

## Последице
Битка код Абрита представља први случај да је римски цар погинуо у борби против не-римске војске тј. први случај да су варвари некажњено опљачкали римску државу. Писац Амијан Марцелин је битку описао као најгори пораз Римљана од Теутобуршке шуме, а пре битке код Хадријанопоља. Хришћани су пораз тумачили као Божији гнев. Савремени историчари је сматрају последицом деморализације римских војника током криза у другој половини 3. века.